# Simorcus
Genre
Simorcus est un genre d'araignées aranéomorphes de la famille des Thomisidae.

## Distribution
Les espèces de ce genre se rencontrent en Afrique subsaharienne, au Yémen et en Chine.

## Liste des espèces
Selon World Spider Catalog (version 18.0, 23/02/2017) :
- Simorcus asiaticus Ono & Song, 1989
- Simorcus capensis Simon, 1895
- Simorcus coronatus Simon, 1907
- Simorcus cotti Lessert, 1936
- Simorcus cummingae van Niekerk & Dippenaar-Schoeman, 2010
- Simorcus guinea van Niekerk & Dippenaar-Schoeman, 2010
- Simorcus haddadi van Niekerk & Dippenaar-Schoeman, 2010
- Simorcus hakos van Niekerk & Dippenaar-Schoeman, 2010
- Simorcus itombwe van Niekerk & Dippenaar-Schoeman, 2010
- Simorcus kalemie van Niekerk & Dippenaar-Schoeman, 2010
- Simorcus lotzi van Niekerk & Dippenaar-Schoeman, 2010
- Simorcus okavango van Niekerk & Dippenaar-Schoeman, 2010
- Simorcus vanharteni van Niekerk & Dippenaar-Schoeman, 2010

## Publication originale
- Simon, 1895 : Histoire naturelle des araignées. Paris, vol. 1, p. 761-1084 (texte intégral).